# VR Sm3
De Sm3 ook wel ElettroTreno Rapido genoemd is een elektrische Pendolino treinstel bestemd voor het langeafstandspersonenvervoer van de VR-Yhtymä (VR).

## Geschiedenis
De zesdelige treinen zijn afgeleid van de ETR 460. De eerste twee treinen werden door Rautaruukki-Transtech gebouwd. Rautaruukki-Transtech is onderdeel van de Spaanse Talgo-Groep. Op 27 november 1995 werd met twee prototype treinen begonnen op het traject tussen Helsinki en Turku. In 1997 werd een serie van zes treinen besteld. De levering begon in november 2000. Op 26 maart 2002 besteedde de VR nog eens acht treinen bij Alstom. Deze treinen werden in 2006 geleverd. In 2008 werden vier treinen van het type Sm 6 besteld voor het personenvervoer met de Russische stad St. Petersburg.

## Constructie en techniek
Het treinstel is opgebouwd uit een aluminium frame met luchtgeveerde draaistellen. Het treinstel is uitgerust met kantelbaktechniek. Door deze installatie is het mogelijk dat het rijtuig ongeveer 8° gaat kantelen en daardoor meer comfort in de bochten merkbaar is.

### Nummers
De treinen werden door de VR-Yhtymä Oy als volgt genummerd:
- Sm3.01: 7101 + 7201 + 7301 + 7401 + 7501 + 7601

tot en met
- Sm3.18: 7118 + 7218 + 7318 + 7418 + 7518 + 7618

## Treindiensten
De treinen worden door Yhtymä Oy (VR) in gezet op de volgende trajecten:
- Helsinki - Turku
- Helsinki - Tampere - Oulu
- Helsinki - Jyväskylä - Kuopio
- Helsinki - Kouvola - Iisalmi
- Helsinki - Joensuu in Oost-Finland (vanaf 7 november 2005)

## Foto’s

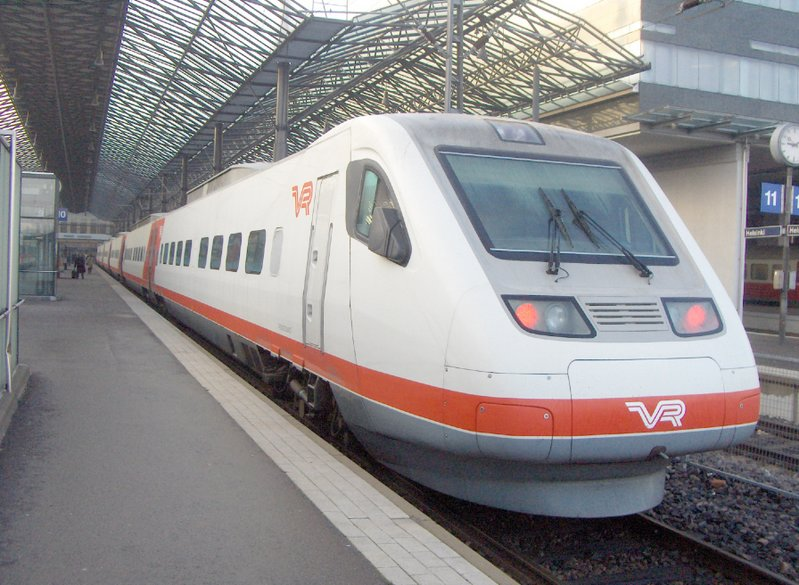
Sm 3 op 14 oktober 2005 in Helsinki Central station
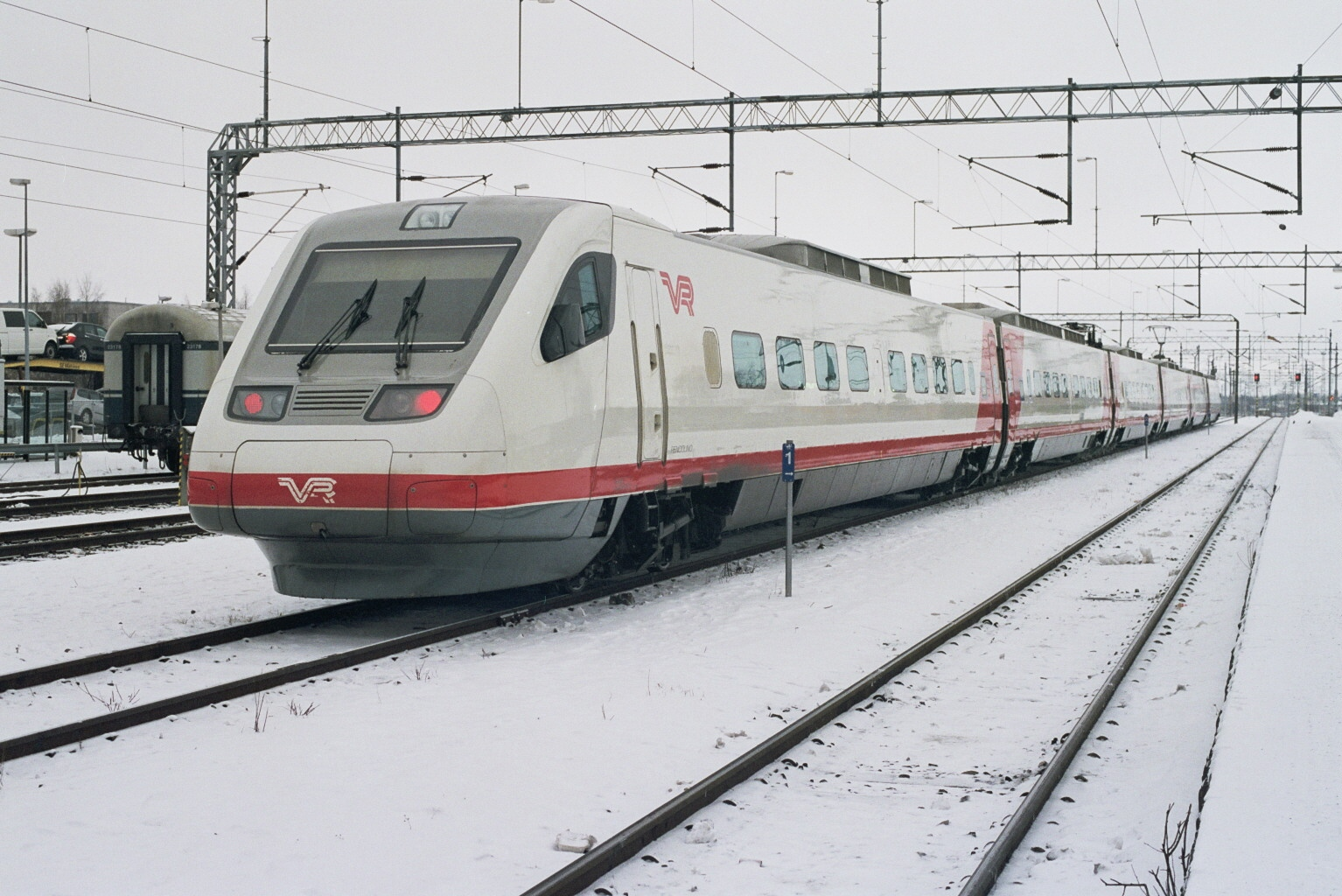
Sm 3 in januari 2006 te station Oulu
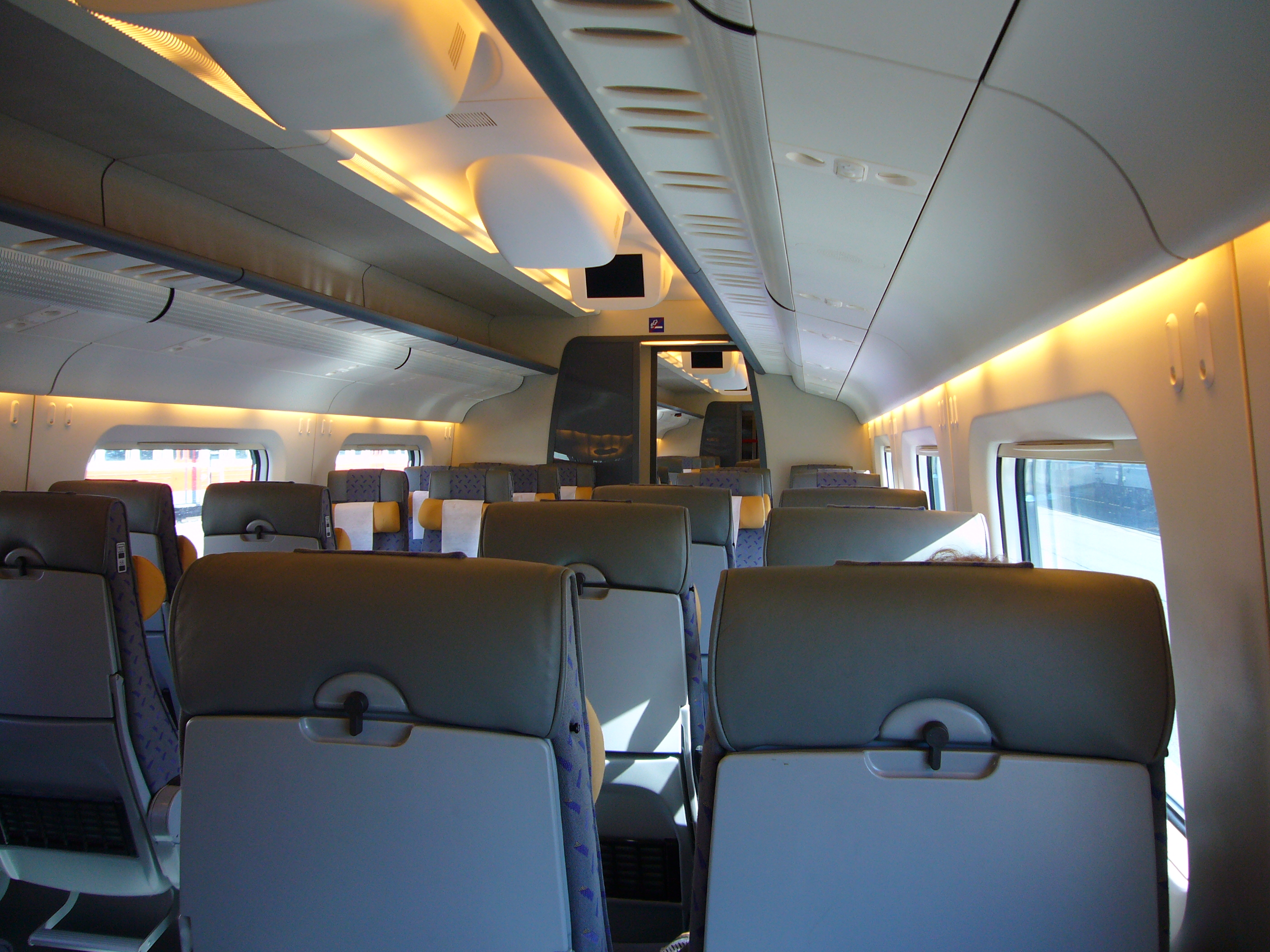
Interieur